# Le idi di marzo (romanzo)
Le idi di marzo (The October Horse) è un romanzo storico scritto da Colleen McCullough e pubblicato nel 2002.
È il sesto volume di una saga ambientata nell'Antica Roma, che racconta gli ultimi decenni della Repubblica romana, dall'avvento di Gaio Mario a quello di Augusto.
Il titolo originale, Il Cavallo d'Ottobre, si riferisce a un'antica consuetudine romana; ad ottobre lo Stato sacrifica il miglior destriero di tutta Roma agli Dei per invocare la prosperità; in una conversazione, i due cesaricidi Gaio Trebonio e Decimo Giunio Bruto definiscono Cesare un Cavallo d'Ottobre in quanto è il migliore politico e generale dell'epoca.

## Trama
Roma - I secolo a.C.
Giulio Cesare ha sconfitto Pompeo, che trova la morte presso Tolomeo XIII alla cui corte si era rifugiato. Il giovane re d'Egitto desiderava con questo gesto ottenere l'amicizia di Cesare contro la sorella Cleopatra, ma ha sottovalutato la portata del suo gesto: ora Cesare non potrà più concedere il suo perdono all'avversario.
Nel frattempo Cleopatra riesce ad intrecciare una relazione con l'anziano dittatore e ne diviene l'amante. Cesare conquista l'Egitto, ma gli saranno fatali le Idi di marzo. Non tutti i suoi nemici si sono arresi. Alcuni si nascondono tra i suoi più stretti collaboratori e amici, come Bruto, il figlio della sua amante Servilia, e il cognato di costui Caio Cassio Longino, assieme a ex ufficiali delle legioni di Cesare come Trebonio e Decimo Bruto. Convinti che uccidendolo si potrà tornare alla Repubblica, lo pugnalano trentatré volte nella Curia. Non sanno che un giovane romano, parente del dittatore, si sta preparando a succedere a Cesare. È Gaio Ottavio, pronipote di Giulio Cesare e suo erede. Con abilità, alla morte del dittatore il giovane prende possesso dell'eredità del prozio (che lo ha adottato) e di parte del suo potere, diventando così Gaio Giulio Cesare Ottaviano. Aiutato dai fedeli amici Agrippa e Mecenate e dopo aver stipulato un'alleanza con gli ex luogotenenti di Cesare, Marco Antonio e Marco Emilio Lepido, si prepara alla resa dei conti. Per i cesaricidi si appresta la fine dei loro giorni e per la Repubblica è l'inizio del tramonto.

## Edizioni
- Colleen McCullough, Le idi di marzo, collana Scala stranieri, traduzione di Isabella Zani, Rizzoli, 2003,  p. 918, ISBN 9788817873024.

- Colleen McCullough, Le idi di marzo, collana BUR Narrativa, traduzione di Isabella Zani, Rizzoli, 29 settembre 2004,  p. 908, ISBN 9788817003537.